# Polska na Młodzieżowych Mistrzostwach Europy w Lekkoatletyce 2009
Polska na Młodzieżowych Mistrzostwach Europy w Lekkoatletyce 2009 – reprezentacja Polski podczas kolejnej edycji czempionatu Starego Kontynentu dla zawodników do lat 23 zdobyła aż 15 medali, w tym cztery złote.

## Rezultaty

### Mężczyźni
- bieg na 100 metrów
  - Paweł Stempel odpadł w eliminacjach (15. miejsce)
  - Olaf Paruzel zajął 7. miejsce
- bieg na 200 metrów
  - Kamil Kryński odpadł w półfinale (10. miejsce)
- bieg na 400 metrów
  - Jan Ciepiela zajął 3. miejsce
  - Marcin Sobiech zajął 7. miejsce
- bieg na 800 metrów
  - Adam Kszczot zajął 1. miejsce
  - Marcin Lewandowski zajął 2. miejsce
  - Artur Ostrowski zajął 5. miejsce
- bieg na 1500 metrów
  - Kamil Zieliński odpadł w eliminacjach (21. miejsce)
- bieg na 10 000 metrów
  - Łukasz Kujawski zajął 14. miejsce
- bieg na 3000 metrów z przeszkodami
  - Krystian Zalewski zajął 3. miejsce
  - Łukasz Oślizło zajął 11. miejsce
  - Artur Olejarz odpadł w eliminacjach (13. miejsce)
- bieg na 110 metrów przez płotki
  - Artur Noga zajął 1. miejsce
  - Dominik Bochenek zajął 5. miejsce
  - Maciej Wojtkowski odpadł w eliminacjach (17. miejsce)
- bieg na 400 metrów przez płotki
  - Jarosław Cichosz odpadł w eliminacjach (25. miejsce)
  - Radosław Czyż odpadł w półfinale (10. miejsce)
  - Krzysztof Klonowicz odpadł w eliminacjach (23. miejsce)
- sztafeta 4 × 100 metrów
  - Kamil Kryński, Artur Zaczek, Olaf Paruzel i Jakub Adamski zajęli 3. miejsce
- sztafeta 4 × 400 metrów
  - Marcin Sobiech, Jakub Krzewina, Michał Pietrzak, Jan Ciepiela oraz Łukasz Krawczuk i Sebastian Porządny (eliminacje) zajęli 1. miejsce
- chód na 20 kilometrów
  - Dawid Tomala zajął 7. miejsce
  - Rafał Sikora zajął 12. miejsce
  - Łukasz Nowak zajął 13. miejsce
- skok wzwyż
  - Sylwester Bednarek zajął 1. miejsce
- skok o tyczce
  - Łukasz Michalski zajął 5. miejsce
- skok w dal
  - Tomasz Dula odpadł w eliminacjach (16. miejsce)
  - Łukasz Mateusiak odpadł w eliminacjach (19. miejsce)
- trójskok
  - Michał Lewandowski odpadł w eliminacjach (14. miejsce)
- pchnięcie kulą
  - Mateusz Mikos zajął 3. miejsce
  - Łukasz Haratyk zajął 10. miejsce
- rzut dyskiem
  - Przemysław Czajkowski zajął 5. miejsce
  - Robert Urbanek zajął 7. miejsce
  - Mateusz Mikos odpadł w eliminacjach (15. miejsce)
- rzut młotem
  - Paweł Fajdek zajął 8. miejsce
  - Bartłomiej Molenda odpadł w eliminacjach (18. miejsce)
- rzut oszczepem
  - Paweł Rakoczy zajął 10. miejsce
  - Robert Szpak odpadł w eliminacjach (16. miejsce)
  - Piotr Frąckiewicz odpadł w eliminacjach (20. miejsce)
- dziesięciobój
  - Dawid Pyra zajął 13. miejsce

### Kobiety
- bieg na 100 metrów
  - Marika Popowicz zajęła 3. miejsce
  - Weronika Wedler odpadła w półfinale (11. miejsce)
  - Agnieszka Ceglarek odpadła w eliminacjach (22. miejsce)
- bieg na 200 metrów
  - Ewelina Ptak zajęła 2. miejsce
  - Marika Popowicz zajęła 3. miejsce
  - Weronika Wedler zajęła 6. miejsce
- bieg na 400 metrów
  - Agata Bednarek odpadła w półfinale (10. miejsce)
  - Iga Baumgart odpadła w eliminacjach (18. miejsce)
- bieg na 800 metrów
  - Agnieszka Leszczyńska zajęła 3. miejsce
  - Agnieszka Miernik odpadła w eliminacjach (19. miejsce)
- bieg na 1500 metrów
  - Angelika Cichocka zajęła 8. miejsce
- bieg na 400 metrów przez płotki
  - Tina Polak zajęła 7. miejsce
  - Katarzyna Janecka odpadła w półfinale (11. miejsce)
  - Marzena Kościelniak odpadła w eliminacjach (18. miejsce)
- sztafeta 4 × 100 metrów
  - Agnieszka Ceglarek, Marika Popowicz, Ewelina Ptak, Weronika Wedler oraz Milena Pędziwiatr (eliminacje) zajęły 2. miejsce
- sztafeta 4 × 400 metrów
  - Agata Bednarek, Agnieszka Leszczyńska, Iga Baumgart, Tina Polak oraz Katarzyna Janecka (eliminacje) zajęły 6. miejsce
- chód na 20 kilometrów
  - Katarzyna Golba zajęła 12. miejsce
  - Lucyna Chruściel zajęła 13. miejsce
- skok wzwyż
  - Urszula Domel zajęła 3. miejsce
  - Justyna Kasprzycka zajęła 9. miejsce
- skok o tyczce
  - Sonia Grabowska odpadła w eliminacjach (16. miejsce)
- skok w dal
  - Małgorzata Reszka odpadła w eliminacjach (14. miejsce)
- pchnięcie kulą
  - Agnieszka Dudzińska zajęła 7. miejsce
- rzut dyskiem
  - Marta Jaworowska odpadła w eliminacjach (15. miejsce)
- rzut młotem
  - Joanna Fiodorow zajęła 4. miejsce
- rzut oszczepem
  - Anna Urbicka odpadła w eliminacjach (15. miejsce)
  - Urszula Kuncewicz odpadła w eliminacjach (17. miejsce)